# Catedral de Santa María (Sídney)
La catedral metropolitana de Santa María (Saint Mary's Metropolitan Cathedral en inglés) es la iglesia-catedral de la Arquidiócesis de Sídney, sede del arzobispo católico de Sídney, Anthony Colin Fisher. La catedral está dedicada a María Auxilio de los Cristianos, patrona de Australia, por lo tanto el templo es también el Santuario Nacional Católico de Australia. Santa María tiene el título y la dignidad de basílica menor, otorgado por el papa Pío XI en 1930.
Es la iglesia más grande de Australia, aunque no la más alta. Está situada en College Street en el corazón de la ciudad de Sídney, donde, a pesar de la gran altura de los edificios del Distrito Central de Negocios de Sídney (CBD), su imponente estructura y las dos torres hacen que sea un punto de referencia de todas las direcciones. En 2008, la Catedral de Santa María se convirtió en el punto de encuentro para la Jornada Mundial de la Juventud 2008 y contó con la visita del papa Benedicto XVI.

## Antecedentes

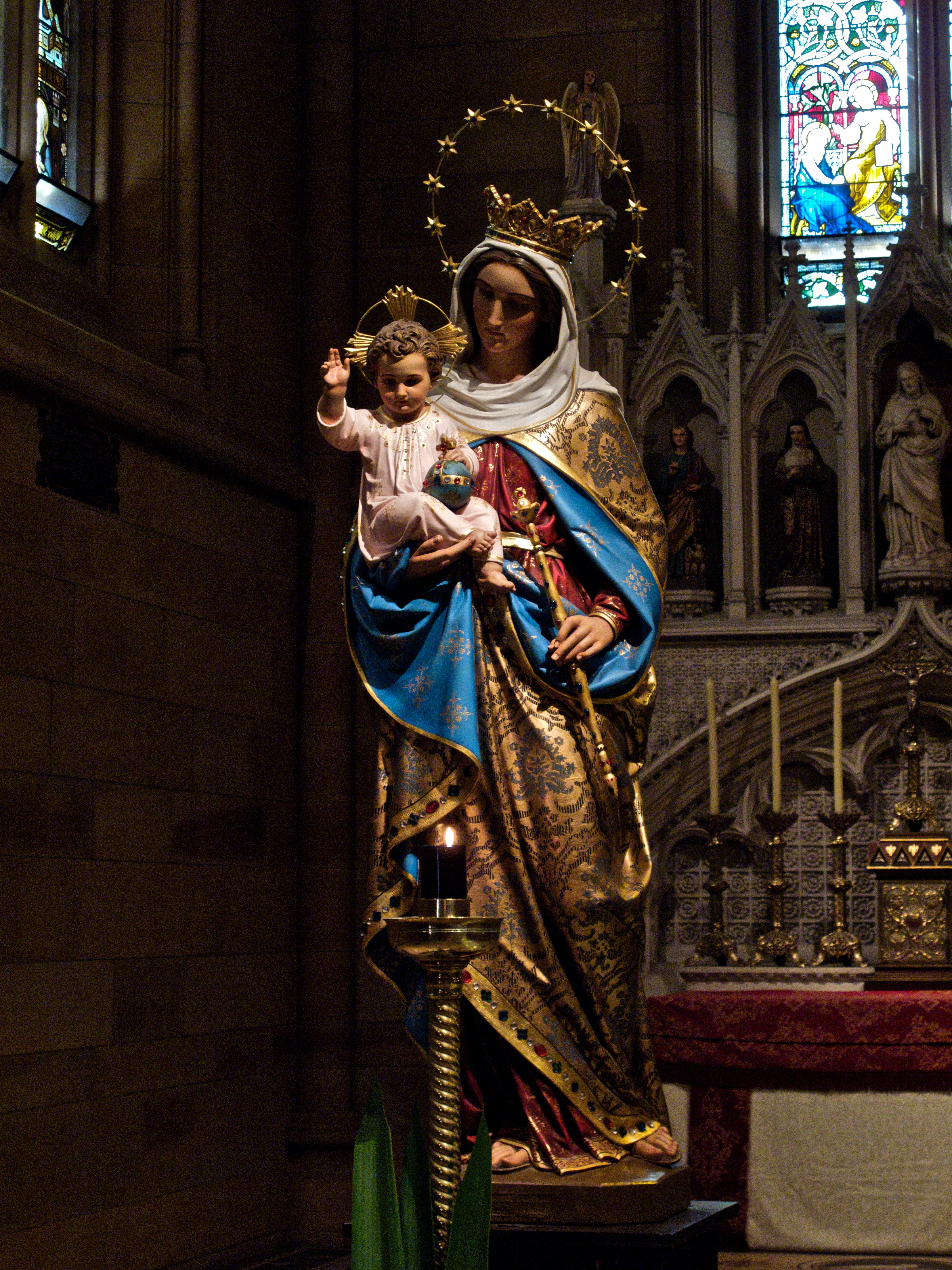
Imagen de María, Auxilio de los Cristianos en el interior de la catedral.

Sídney fue fundada el 26 de enero de 1788, como una colonia penal, gobernada en nombre del rey Jorge III por el capitán Arthur Phillip, a los presos transportados desde Gran Bretaña. Un buen número de personas que llegaron a Sídney, en ese momento eran militares, algunos con sus esposas y familiares. Había también un número de colonos libres.
La colonia fue evangelizada por el reverendo Richard Johnson de la Iglesia de Inglaterra. Ninguna disposición específica fue hecha para las necesidades religiosas de los reclusos y de los muchos colonos que eran católicos. Para corregir esto, un pastor irlandés, el reverendo padre O'Flynn, viajó a la colonia de Nueva Gales del Sur, pero al llegar sin la aprobación del gobierno, fue enviado a casa.
Fue en 1820 cuando dos sacerdotes, el padre Conolly y el padre John Therry, llegaron como representantes oficiales de la Iglesia católica en Australia. El padre Conolly viajó a Tasmania y el padre Therry se quedó en Sídney.
Se dice que el día de su llegada, Therry tuvo una visión de una iglesia poderosa de piedra dorada dedicada a la Santísima Virgen María con sus torres gemelas elevadas sobre la ciudad de Sídney. Esta visión se hizo realidad, después de 180 años y con la construcción de tres edificios intermedios.

## Una construcción tras otra

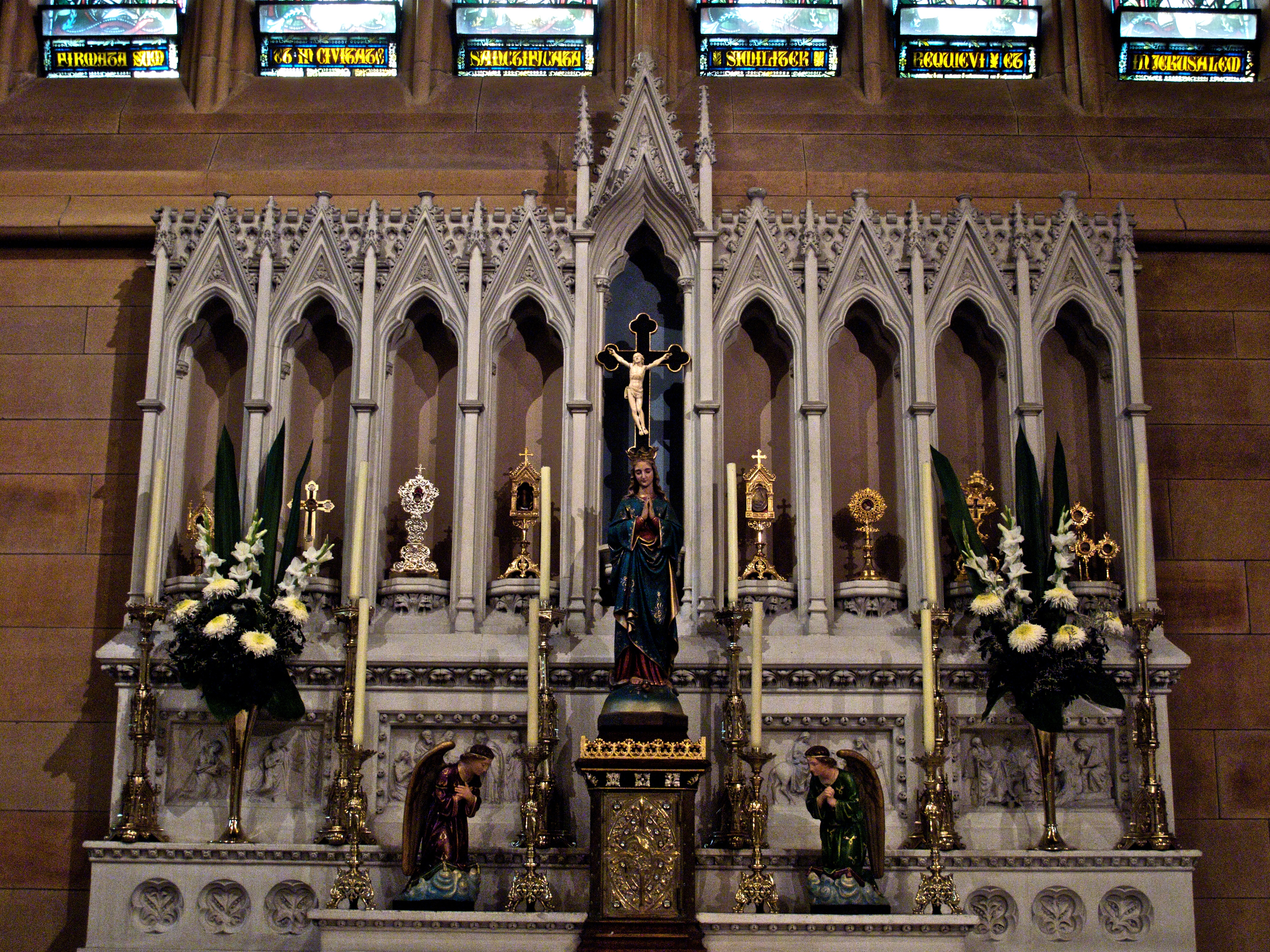
El retablo del altar mayor, bajo la vidriera central del ábside.

El padre Therry solicitó una concesión de tierra sobre la que poder construir una iglesia, hacia el lado oeste de Sídney, a Darling Harbour. Pero la tierra que se le asignó fue hacia el este, junto a una serie de proyectos de construcción del gobernador, Lachlan Macquarie (el hospital de 1811, el cuartel de Hyde Park y la iglesia Anglicana de Santiago, que también fue utilizada como tribunal de justicia. El sitio de la iglesia católica se encontraba en lo que ahora es el área de Hyde Park, con avenidas de árboles y la fuente de Archibald.
La primera piedra de la iglesia de Santa María se colocó el 29 de octubre de 1821 por el gobernador Macquarie. Era una estructura cruciforme de piedra simple, que rendía homenaje a la moda creciente del estilo neogótico en sus ventanas ojivales y pináculos. En 1835, el sacerdote John Bede Polding se convirtió en el primer arzobispo de la Iglesia católica en Australia. En 1851 el edificio fue modificado por el diseño de Augustus Welby Pugin. El padre Therry falleció el 25 de mayo de 1864. El 29 de junio de 1865, la iglesia se incendió y quedó destruida.
El siguiente archidiácono, el padre McEnroe, se dedicó a la planificación y recaudación de fondos para construir la catedral actual, sobre la base de un plan elaborado por el arzobispo Polding, el cual se puso en contacto con William Wardell, un discípulo de Augustus Welby Pugin, el arquitecto más destacado del movimiento neogótico. Polding había quedado impresionado con la construcción del colegio de San Juan en la universidad de Sídney. Polding dio carta blanca a Wardell para realizar el diseño, diciendo: Cualquier plan, cualquier estilo, cualquier cosa que sea hermosa y grande, en la medida de nuestro poder. Wardell también había diseñado y empezado a trabajar en la Catedral de San Patricio de Melbourne, en 1858.
Iba a ser realizada en dos etapas intermedias. Un primer edificio fue construido de madera a modo temporal, que también fue destruido por un incendio en el verano de 1869. La disposición transitoria siguiente fue la construcción de un edificio de ladrillo resistente en el sitio, aún no la catedral definitiva, sino la «escuela de Santa María», que iba a servir incluso después de que la estructura actual de la catedral entrase en uso.

## Construcción

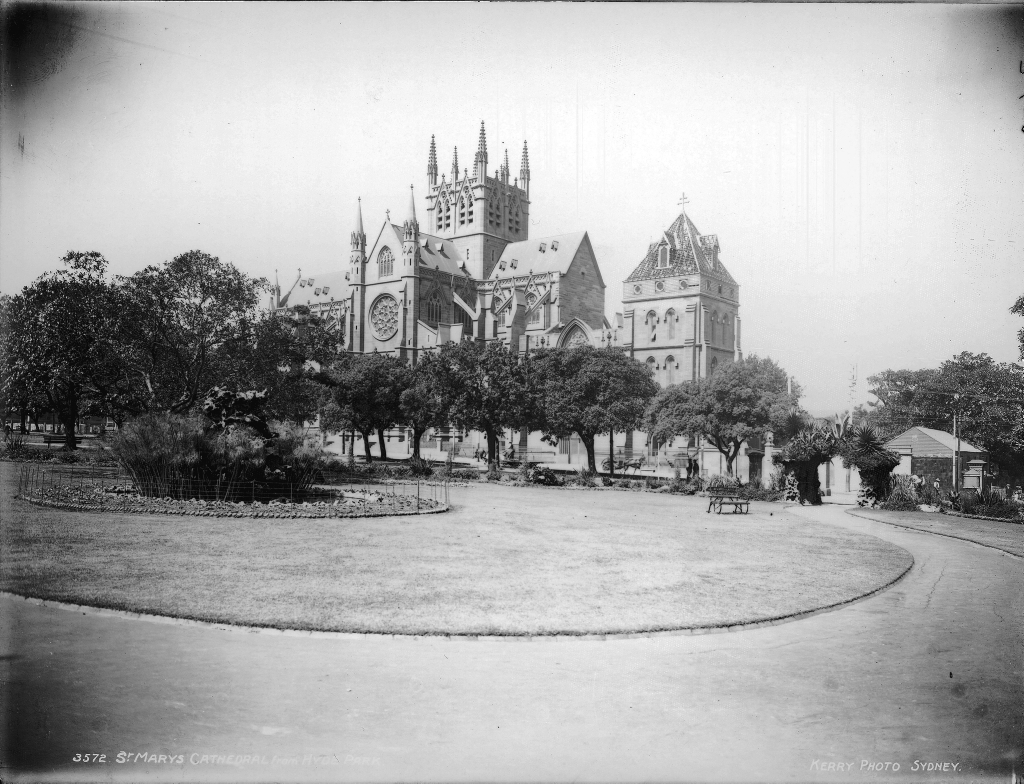
La Catedral a principios del, nótese que el edificio no está terminado.

El arzobispo Polding puso la primera piedra de la actual catedral en 1868. Iba a ser una estructura enorme y ambiciosa, con una amplia nave y tres torres. Polding no vivió para verlo en uso ya que murió en 1877. Cinco años más tarde, el 8 de septiembre de 1882, su sucesor, el arzobispo Roger Vaughan, presidió la misa de dedicación, este mismo arzobispo dio el primer repique de las campanas. Vaughan murió en Inglaterra en 1883.
El constructor de la catedral en esta etapa fue John Young, arquitecto que también construyó una gran casa de piedra en estilo neogótico conocido como The Abbey en Annandale, Nueva Gales del Sur. Las gárgolas incorporadas a The Abbey, según los rumores, habían sido robadas de Santa María.
Pero Santa María todavía estaba lejos de ser terminada, siguió el proceso de su construcción bajo el cardenal Moran. En 1913 el arzobispo Kelly puso la primera piedra de la nave, que continuó bajo los arquitectos de Hennessy, Hennessy & Co. En 1928, Kelly dedicó la nave a tiempo para el comienzo del XXIX Congreso Eucarístico Internacional. Una ligera diferencia de color y la textura de la piedra arenisca en las paredes internas marca la división entre la primera y segunda etapa de la construcción.
La decoración y el enriquecimiento de la catedral continuó. Los restos del arzobispo Vaughan fueron trasladados a Sídney y enterrado en la capilla de los Santos Irlandeses. La cripta que, ricamente decorada, consagra los cuerpos de muchos de los primeros sacerdotes y los obispos no se completó hasta 1961 cuando fue dedicada por el cardenal Gilroy.
Durante muchos años las dos torres de la fachada dieron un aspecto decepcionante para el estilo elegante del edificio. De vez en cuando, se presentaban diseños de pináculos para hacerlos coincidir con la torre central, ya que parecía claro que las agujas propuestas de William Wardell nunca serían construidas. Pero, finalmente, con la ayuda de una donación del Gobierno para conmemorar el nuevo milenio, las torres fueron concluidas en el año 2000.
En 2008, la catedral de Santa María se convirtió en el foco central de la Jornada Mundial de la Juventud 2008 y fue visitada por el papa Benedicto XVI, quien en su homilía del 19 de julio, hizo la histórica disculpa por abusos sexuales a niños por sacerdotes católicos en Australia.

## Plano Arquitectónico

Interior de la catedral de Santa María, Sydney

La Catedral de Santa María es tan inusual entre las grandes catedrales del mundo porque, debido a su tamaño, el plano de la ciudad a su alrededor, se orienta en una dirección norte-sur en lugar del habitual de este a oeste. La cabecera se encuentra en el norte y la fachada oeste se encuentra al sur.
El plano de la catedral es un plano convencional de las catedrales inglesas, en forma de cruz, con una torre sobre el crucero y dos torres gemelas en el frente occidental (en este caso, el sur). El presbiterio es cuadrado de composición, como los coros de Catedral de Lincoln, Nueva York y varias otras catedrales inglesas. Hay tres portadas en el sur, con entradas adicionales convenientemente colocadas en las fachadas del crucero con cara a Hyde Park, la escuela y otros edificios de la zona.

## Estilo
La arquitectura es típica de la arquitectura neogótica del siglo XIX, inspirada en las revistas de la Sociedad de Cambridge Camden, los escritos de John Ruskin y la arquitectura de Augustus Welby Pugin. En el momento en que la primera piedra fue colocada, el arquitecto Blacket Edmund finalizó la Catedral Anglicana de estilo gótico perpendicular y el Edificio Principal de la Universidad de Sídney. Cuando el plan de William Wardell se tuvo en cuenta, iba a ser una estructura mucho más grande y sombría que la más que la pequeña y hermosa de Catedral de San Andrés y, debido a su ubicación fortuita, sigue dominando muchos puntos de vista de la ciudad a pesar de los edificios de gran altura.
El estilo de la catedral es un decorado y geométrico estilo gótico, el antecedente arqueológico es la arquitectura eclesiástica de la Inglaterra de finales del siglo XIII. Se basa muy de cerca en el estilo de la catedral de Lincoln, la tracería de la ventana enorme coro parece ser una réplica del de Lilcoln.

## Edificio

### Exterior

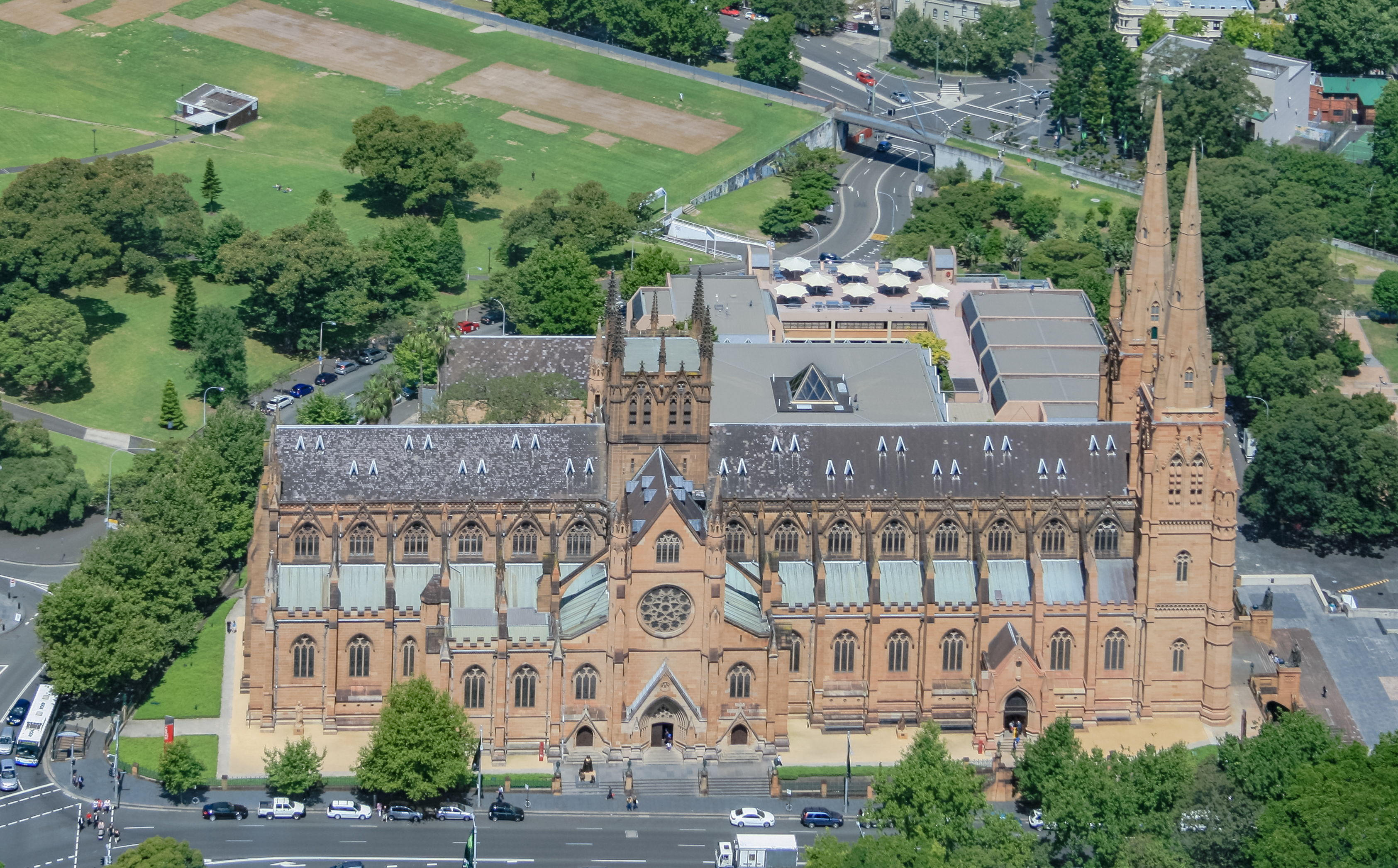
Vista aérea.

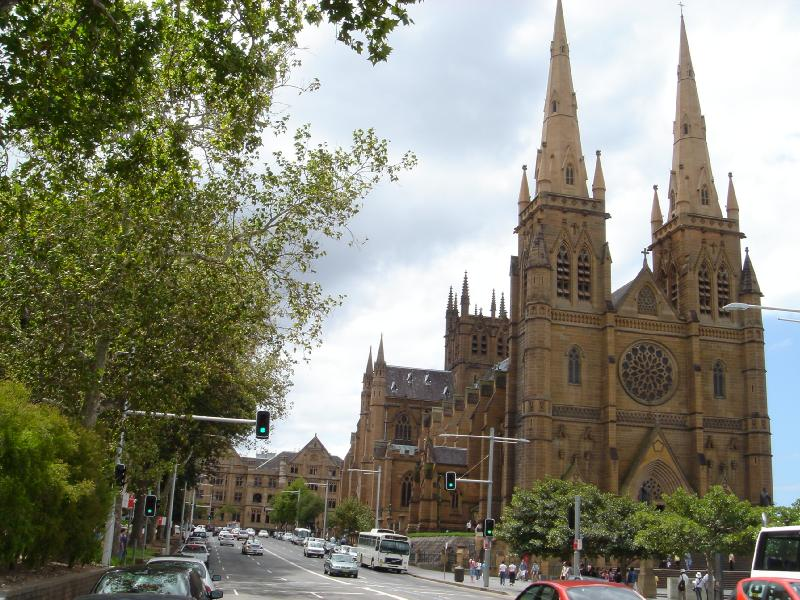
Fachada Principal, con sus dos torres gemelas.

La vista lateral del edificio de Hyde Park se caracteriza por la progresión regular de ventanas góticas con arcos apuntados y tracería simple. La línea del techo superior se remata con un pretil perforado, roto por frontones decorativos por encima de las ventanas, que se eleva por encima de unos tejados de pizarra con pequeñas buhardillas al estilo francés. La línea del techo de los pasillos está decorada con tallas entre los robustos contrafuertes que soportan la estructura.
Con vistas a Hyde Park, la portada del crucero ofrece el modo habitual de entrada al público, como es común en muchas catedrales francesas, y está ricamente decorado por las puertas que, a diferencia de las de la fachada principal, han tenido sus detalles tallados completados y demostrar las habilidades de los artesanos locales en tanto en el diseño y tallado en estilo gótico. Incluido en el tímpano están plantas nativas australianas como el Waratah, emblema floral de Nueva Gales del Sur.
La aparición de la catedral a un visitante que se acerca a la ciudad es a través de Hyde Park, donde el frente del crucero y la torre central se levantan detrás de la Fuente Archibald. Los jardineros han mejorado aún más el panorama al establecer un jardín en el lado del parque de la catedral en el que las plantaciones, en los últimos años, han tomado a menudo la forma de una cruz.
A pesar de las muchas características de la arquitectura inglesa como su interior y la terminación del presbiterio, la fachada de entrada no es del estilo inglés en absoluto. Se trata de un diseño basado libremente en el más famoso de todas las fachadas occidentales góticas, la de la Catedral de Notre Dame de París, con su equilibrio de características verticales y horizontales, sus tres portadas enormes y su gran rosetón central. Hay dos grandes rosetones, uno en cada una de las fachadas de los cruceros. La fachada francesa es, sin embargo, la intención de tener dos torres de piedra como las de la catedral de Lichfield, pero no se iban a poner en su lugar hasta 132 años después del inicio de la construcción.
La torre del crucero, que hace de campanario, es bastante robusta, pero su silueta se hace elegante por la provisión de altos pináculos. Las agujas completas de la fachada principal mejoran la vista de la catedral a lo largo de la Calle de la Universidad y el particular enfoque ceremonial de la escalera situada delante de la catedral. De pie en 74,6 metros), hacen de Santa María la cuarta iglesia en Australia, después de la inspirada Catedral de San Patricio de Melbourne, Catedral de San Pablo, Melbourne y la Catedral del Sagrado Corazón en Bendigo.

### Interior

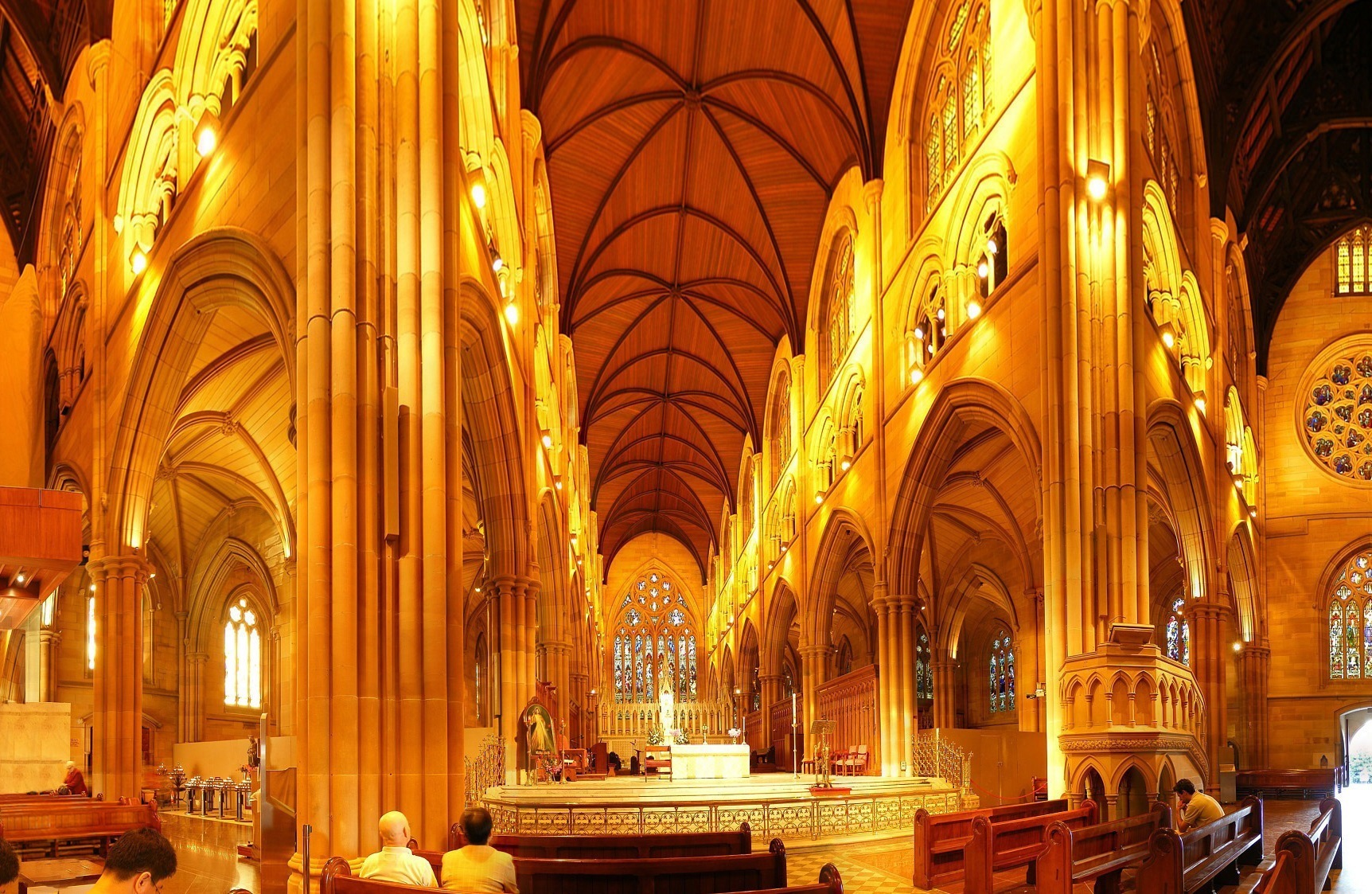
Naves de la catedral vistas desde el crucero.

La sección transversal de la catedral es típica de la mayoría de las grandes iglesias de tener una alta nave central y un pasillo a ambos lados, que sirven para reforzar la nave y dar el paso por el interior. El interior de la nave, por lo tanto se levanta en tres etapas, dos galerías y la claraboya con ventanas que dan luz de la nave.
El edificio es de piedra arenisca de color dorado, que ha resistido el exterior de oro-marrón. El techo es de cedro rojo, en el cual se abre un arco de tensores, animada por la construcción de elementos decorativos tallados. El presbiterio está abovedado en madera, que fue pensado probablemente para ser ricamente decorado en rojo, azul y oro a la manera de la techumbre de madera en Peterborough, pero esto no se realizó, y el color cálido de la madera contrasta con el de la piedra.
Las naves laterales están abovedadas en piedra, con un florón grande y redondo en el centro de cada una bóveda de crucería. Los niños que, a lo largo de los años, se han metido en el espacio abovedado bajo el púlpito, han descubierto otro como florón de tallado hermoso, en miniatura y no visto por lo general. En todas las terminales de los arcos dentro de los edificios están talladas las cabezas de los santos. Los que están cerca de la confesionarios están a nivel del ojo y pueden ser examinados por sus detalles.
La pantalla detrás del altar mayor está delicadamente esculpida en Oamaru, piedra caliza de Nueva Zelanda. Contiene numerosos nichos abiertos, pero, al igual que los nichos similares en el altar de la Virgen situada directamente detrás del altar mayor, están vacías y las estatuas no se han completado. Hay dos grandes capillas y dos más pequeños, el más grande en la Capilla del Sagrado Corazón de Jesús y la Capilla de los Santos de los Irlandeses. A ambos lados de la capilla de la Virgen están las capillas de los Santos José y Pedro con todos los altares con tallas y una pequeña estatua en cada nicho. Los mosaicos embellecidos en el suelo de la capilla Kelly fueron puestos por Melocco Co. en 1937, aproximadamente el mismo tiempo que el suelo de mosaico en la capilla de la Virgen de la universidad de San Juan, también diseñado por Wardell.
Quizás, la escultura más destacada del interior de la catedral, sea la bella efigie de la Virgen María Auxilio de los Cristianos, también llamada "Virgen de la Cruz del Sur" (en referencia a la constelación homónima que sólo puede ser vista desde el hemisferio sur y que aparece en la bandera de Australia). La hermosa escultura fue donada en el siglo XIX y se encuentra en la Capilla del Sagrado Corazón. Fue en 1844, cuando la advocación de Nuestra Señora Auxilio de los Cristianos fue elegida como Patrona de Australia en el Primer Sínodo Provincial de Sídney, aunque esto no fue confirmado por la Santa Sede hasta 1852. Australia se convirtió así, en el primer país en tener a María Auxiliadora como Patrona Nacional y en tener una catedral bajo el mismo título. Su fiesta se celebra cada 24 de mayo y es también la patrona de Sídney y del Ordinariato Militar de Australia.

### Iluminación
La iluminación de la catedral es su característica estética menos satisfactoria. A causa del resplandor de la luz del sol de Australia, se decidió que las vidrieras se cubrieran con esmalte amarillo. Este cristal se ha oscurecido en los últimos años, deja pasar muy poca luz y contrastando muy mal con las vidrieras coloreadas predominantemente azules de las ventanas más bajas. Para contrarrestar la oscuridad, y con poca comprensión de la estética de la arquitectura gótica, en la catedral se ha instalado iluminación extensa en la década de 1970, con el objetivo de dar igual iluminación a todas las partes de los edificios. El interior se ilumina con un resplandor difuso contrario a los efectos de la luz natural que penetra por las vidrieras, y la eliminación de la sensación de enorme estructura del edificio. La bóveda de piedra de las naves laterales se bañan en la luz que niega incluso el modelado de superficie que es parte integral de un compartimiento abovedado. Parte de la luz en la nave que se dirige hacia arriba, ilumina la galería del triforio haciéndolo mucho más brillante que cualquier otra parte del edificio.

### Vidrieras

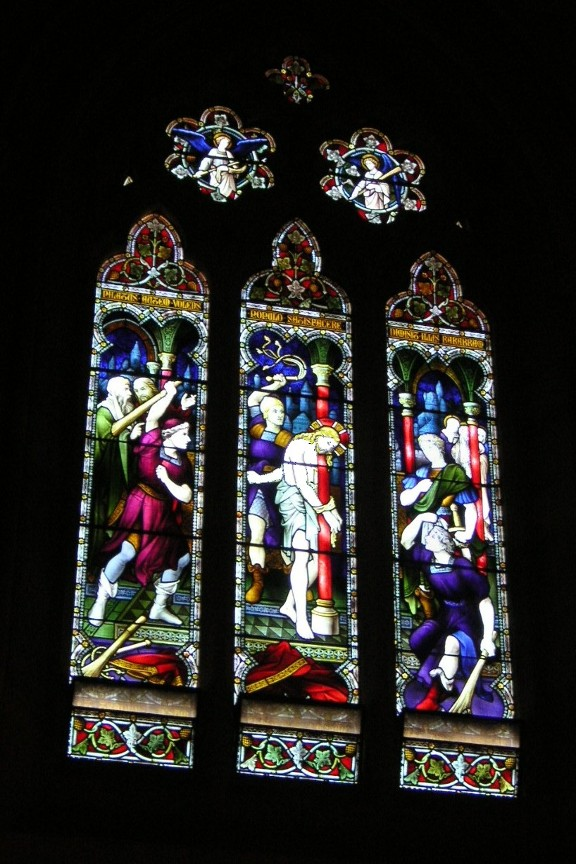
Vidriera que muestra la flagelación de Cristo.

La gloria de la catedral de Santa María es el vidrio de color, todo el trabajo de Hardman & Co. y de una duración de unos 50 años. Hay alrededor de 40 ventanas gráficas que representan a varios temas y que culminó en la ventana del coro que muestra la caída de la Humanidad y de María, coronada y entronizada al lado de su Hijo, como él se sienta en la sentencia, pidiendo la misericordia de Jesús para los cristianos. Otras ventanas son los Misterios de la Rosario, el nacimiento e infancia de Jesús y la vida de los santos. Estilísticamente, las ventanas se mueven desde el neogótico del siglo XIX a un estilo más pictórico y lujoso de principios del siglo XX. Los tres rosetones por encima de la entrada, en particular, estimulan una gran admiración. Muchas de las ventanas son de una calidad excepcional, pero la obra maestra es la gran ventana de la capilla mayor, que tiene pocos, si alguno, rivales entre las ventanas del mundo del siglo XIX por la belleza del diseño.

## Tesoros

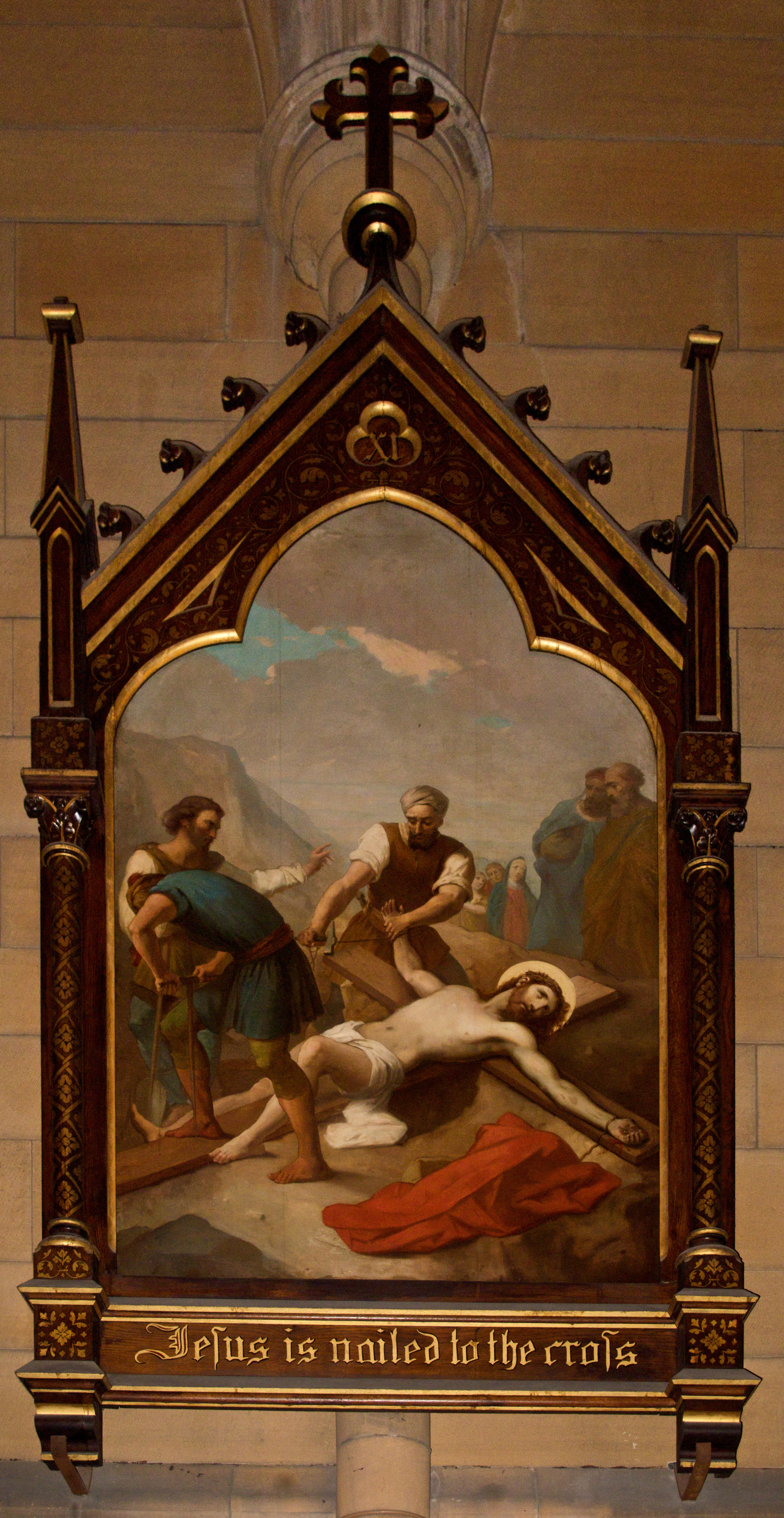
Una de las estaciones del Vía Crucis.

Santa María está llena de tesoros y objetos de culto. Alrededor de las paredes de los pasillos se encuentran las Estaciones del Vía Crucis, pintado al óleo por L. Chovet de París y seleccionada para la Catedral de Santa María por el cardenal Moran en 1885. En el transepto del oeste hay una réplica de mármol de la Piedad de Miguel Ángel, cuyo original se encuentra en San Pedro del Vaticano. Esta escultura fue llevada a Australia para su exhibición en David Jones Ltd. de tiendas por departamento y más tarde fue donada a la catedral.
Ubicado anteriormente en la cripta, donde se tocó en la noche por el sol poniente, estaba la tumba del Soldado Desconocido, una representación realista de un soldado muerto esculpidos por G. W. Lambert. Aunque anteriormente estaba a la vista del público desde arriba, la tumba ha sido trasladada a la nave de la catedral, para dar al público un acceso mayor a la misma.
La cripta tiene un extenso mosaico en el piso, el logro de Peter Melocco y su firma. Este diseño tiene como base una cruz elaborada decoración como un gran manuscrito iluminado, con rondeles mostrando el Día de la Creación y los títulos de la Virgen María.

## Música
El equipo de música en Santa María cuenta actualmente con:
- Director de la Música: Thomas Wilson
- Organista Principal: Peter Kneeshaw
- Organista asistente: Dominicus Moawad

### Órgano de Tubos

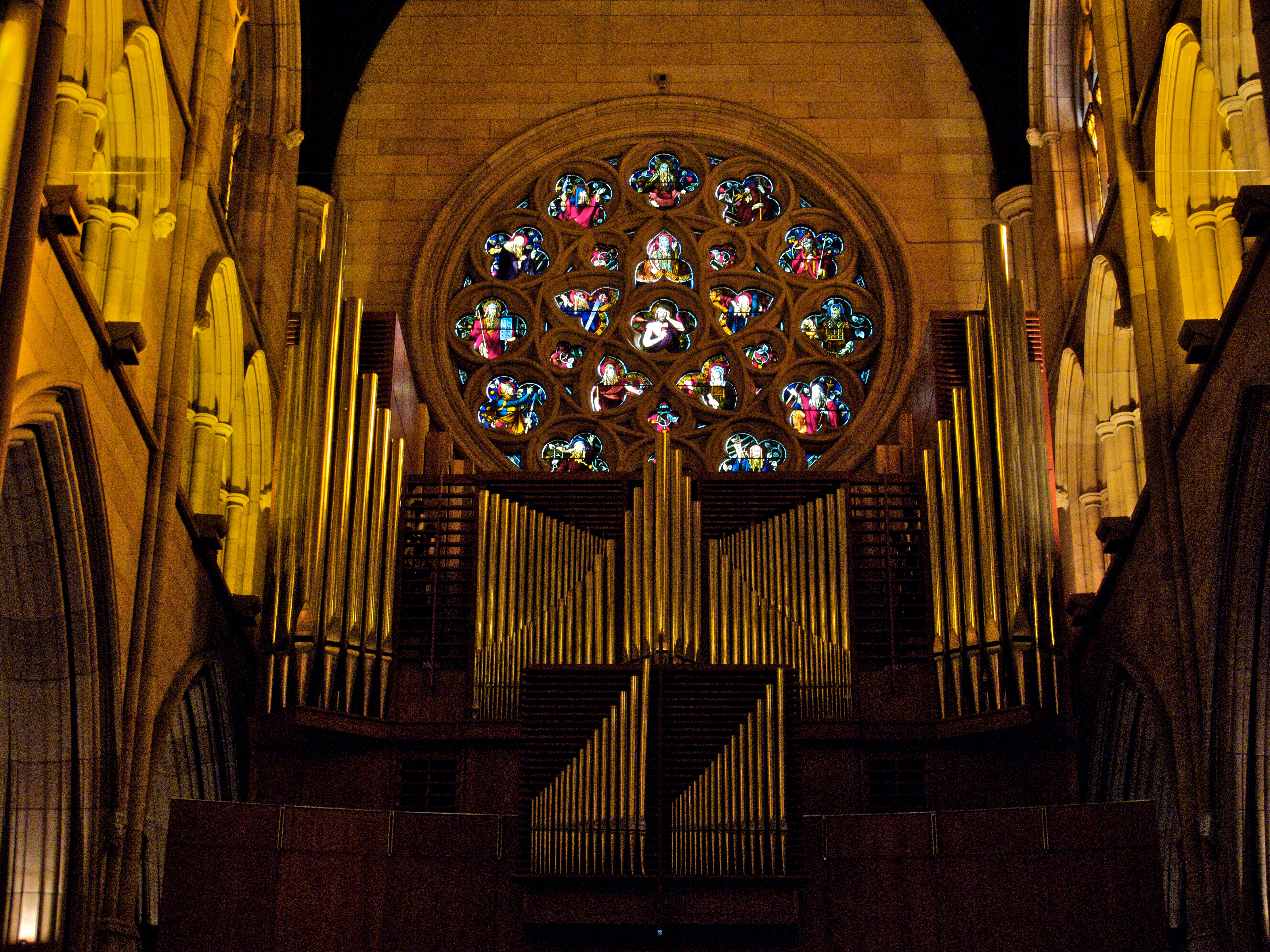
Órgano mayor de la Catedral.

El órgano de tubos instalado por primera vez en la catedral original fue construido por Henry Bevington de Londres y se instala en junio de 1841. De dos teclados y 23 pedales, que era el órgano más grande en Australia hasta su destrucción por el fuego en 1865.
En 1942, un órgano de tubos, construido por Joseph Whitehouse Howell de Brisbane, (1874-1954), fue instalado en la galería al final de la nave, por encima de la puerta principal.
Entre 1959 y 1971, Ronald de Sharp instaló un órgano de tubos eléctrico en la galería del triforio de la capilla mayor, pero nunca fue terminado.
En 1997 un nuevo órgano de tubos fue construido por Orgues Létourneau de Saint Hyacinthe, Quebec, y fue instalado en una nueva galería en torno al rosetón del transepto occidental. Fue terminado en 1999 y bendecido por el cardenal Clancy. El órgano de Létourneau es de tres teclados y se 46 pedales. Además puede ser tocado desde la galería, pudiendo ser combinado con el órgano de Whitehouse, desde la consola móvil electrónica situados a nivel del suelo.
También hay un órgano en la cripta, realizada por Bellsham (1985).

## El Coro
Hay cuatro grandes grupos corales que llevan a cabo regularmente en la catedral: el Coro de la Catedral de Santa María, los cantores de Santa María, el Coro Juvenil de la Catedral de Santa María y los cantantes de Emmanuel.

### Coro de la Catedral
Iniciado en el siglo XIX como un coro de voces mixtas, el Coro de la Catedral de Santa María ha sido el tradicional Coro de la Catedral con hombres y niños desde 1955. Su director actual (desde febrero de 2010) es Thomas Wilson. El coro actúa todos los domingos del año, excepto durante las vacaciones escolares de enero. Canta en la misa mayor solemne y en los festivales más importantes, incluyendo la Misa de Gallo y la gran vigilia de la Pascua y, es la institución musical más antigua en Australia. Interpretan obras que van desde el antiguo canto gregoriano, pasando por composiciones del renacimiento, hasta modernas composiciones clásicas del siglo XXI.

### Los cantores de Santa María
Los Cantores de Santa María es un coro adulto de voces mixtas dirigidas por Michael Hissey. El coro canta en el tercer domingo de cada mes en la misa de las 9:00 a. m. y en días especiales y litúrgica para bodas y eventos.
Formado en 1990, el coro de hombres y mujeres es una organización de dos niveles. En los eventos regulares durante todo el año, las cifras del coro de 30 a 40 miembros, mientras que en las actuaciones y grandes celebraciones, como la víspera de Navidad y el Domingo de Pascua, el coro supera el número de 60 a 80 miembros. Ensayando en la Schola Cantorum Cathedral el lunes por la noche, este coro de realiza muchas de las obras acompañado y una a capela de la tradición coral sacra.

### Coro Juvenil de Santa María
Formado a principios de 2008 cuando varios miembros de Abrace, el grupo de jóvenes en la Catedral de Santa María, expresó su deseo de establecer un coro de jóvenes y cantar en la misa, el coro canta generalmente una vez al mes en la misa de 18:00

### Los Cantantes de Emmanuel
Un grupo formado en 2000 como parte de nuevas comunidades de la iglesia, el énfasis de los cantantes de Emmanuel lugar a los cantos litúrgicos. El coro canta en casi todos los domingos en la misa de las 18:00

## Campanas

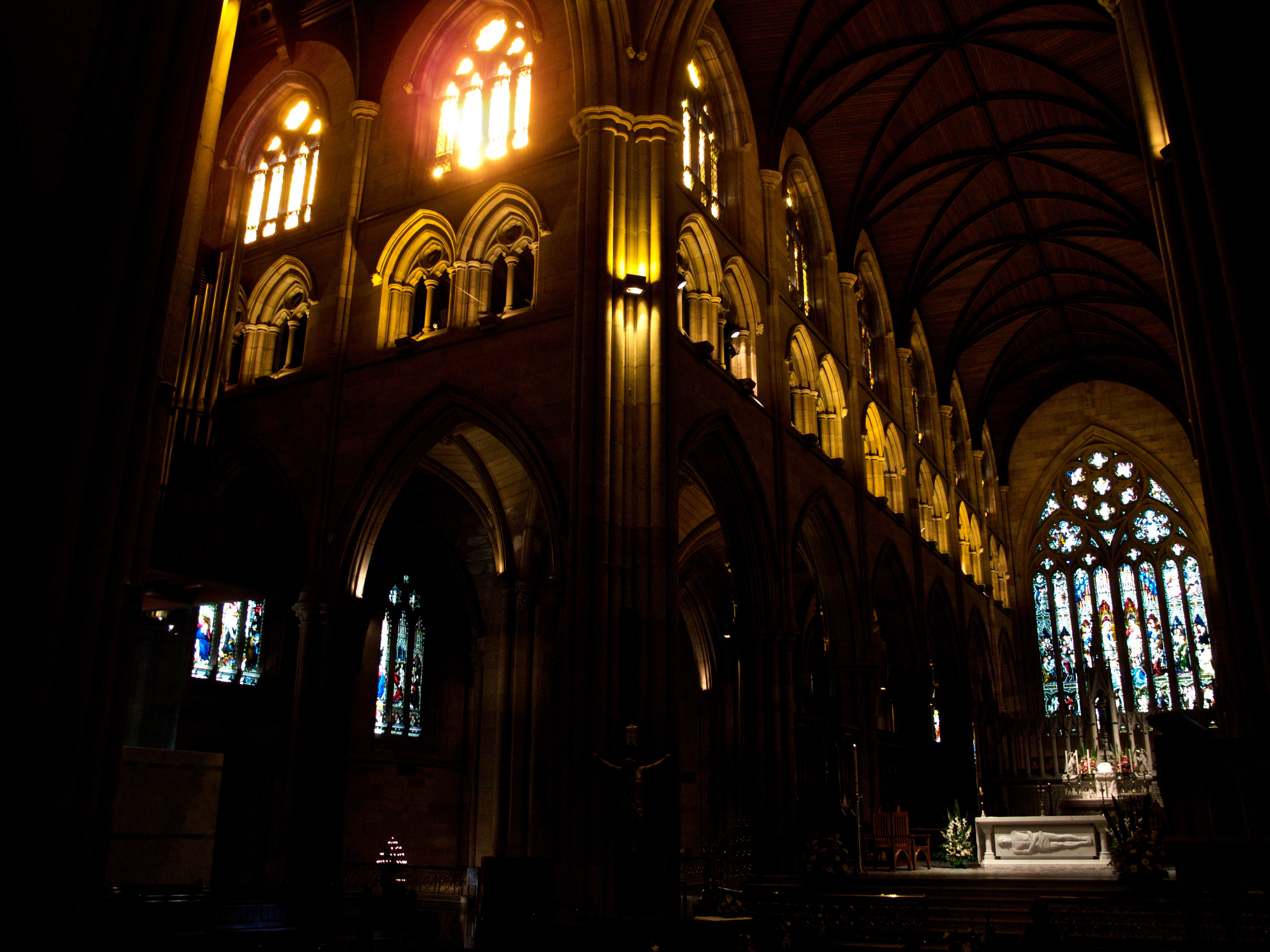
Vista del interior desde el crucero, nótese el contraste de luces.

Las campanas de la Catedral de Santa María tienen un lugar único en la historia de Australia. Ha habido tres diferentes anillos de campanas en la Catedral, todos los emitidos por la Fundición de Campanas de Whitechapel de Londres. La primera, de ocho campanas, llegó a Sídney en agosto de 1843, y se instalaron en un campanario de madera ubicado lejos del edificio principal (aproximadamente en el púlpito es hoy en día). Fueron las primeras campanas colgadas que sonaron en Australia y sonaron por primera vez el día de Año Nuevo de 1844.
Cuando la catedral fue destruida por el fuego en junio de 1865, las campanas no sufrieron daños. La construcción de la nueva catedral se inició en 1866, y durante 1868 las campanas fueron retiradas del campanario y se instalan en una nueva torre, que estaba situada donde se ubica la torre suroeste actualmente.
En 1881, las campanas fueron cambiadas por un nuevo anillo de ocho que fueron instaladas el año siguiente (la Fundición de Whitechapel era entonces con el nombre de Mears y Stainbank). En 1885 se firmó un contrato para la construcción de la Torre Central (la Torre de Moran) a la que se trasladaron las campanas en 1898.
Un siglo después, un anillo totalmente nuevo se colocó. Hoy en día la torre central alberga un anillo de doce campanas y dos adicionales que permitan a grupos alternativos de campanas sonar, dependiendo del número y la habilidad de los timbres disponibles. Sonó por primera vez en 1986.
Siete campanas de 1881 ya forman parte de un círculo de doce campanas en la Catedral de San Francisco Javier de Adelaida. La Campana de Moran se convirtió en la campana del Ángelus y se encuentra en el suroeste de la torre.
Las campanas suenan regularmente antes de la misa solemne los domingos y días de fiesta mayor. También son tocadas en actos litúrgicos como bodas y funerales, y para ocasiones importantes cívicas.